# Gustav Bechtold
Gustav Adolf Heinrich Bechtold (* 29. Juli 1876 in Weinheim; † 1. März 1951 in Schriesheim; evangelisch) war ein seit 1903 im badischen Staatsdienst stehender Jurist und Landeskommissär, der am 1. August 1945 in den Ruhestand versetzt wurde.

## Familie
Gustav Bechtold war der Sohn von Georg Adam Bechtold (1847–1926), Fabrikant einer Seifensiederei, und der Emilie geborene Förster (1854–1926). Er war seit dem 18. Oktober 1906 verheiratet mit Helene geborene Hartwig (* 23. März 1883), Tochter des Geheimen Regierungsrats Dr. Theodor Hartwig, Direktor des Kaiser-Friedrich-Gymnasiums in Frankfurt am Main. Aus dieser Ehe stammen drei Kinder: Wolfgang (* 17. Dezember 1908), Kurt (* 11. Januar 1912) und Gerhard (* 30. Oktober 1907; † 6. Januar 1908).

## Ausbildung
Bechtold besuchte bis 1891 die Höhere Bürgerschule Weinheim und danach das Gymnasium Bensheim, wo er 1894 das Abitur ablegte. 1894/95 folgte das Studium der Chemie an den Universitäten Lausanne und Bonn. 1895 wurde er Mitglied des Corps Guestphalia Bonn.
Anschließend studierte er Rechtswissenschaft an den Universitäten Bonn, München und Heidelberg. Am 16. Dezember 1898 promovierte er in Heidelberg zum Dr. iur. und im Herbst 1898 wurde er Rechtspraktikant.

## Beruflicher Werdegang
Gustav Bechtold wurde am 20. Januar Volontär und Beamter beim Amtsgericht Konstanz. Er war vom 3. Juli bis 30. September 1899 beim Landesgericht Konstanz als Sekretär tätig gewesen. Gustav Bechtold war ab dem 12. November 1903 als Amtmann beim Bezirksamt Achern tätig, wechselte ab dem 1. Juli 1904 zum Bezirksamt Karlsruhe, ab dem 30. April 1907 zum Bezirksamt Mannheim und ab dem 16. August 1912 Amtmann zum Bezirksamt Freiburg.
Vom 16. November 1914 bis 30. September 1916 war er bei der Zivilverwaltung in Ostflandern/Belgien als Oberleutnant der Landwehr tätig und wurde dabei am 28. Juli 1915 zum Regierungsrat befördert. Am 1. Oktober 1916 wurde er stellvertretender Amtsvorstand beim Bezirksamt Neustadt und ab dem 28. Dezember 1917 Oberamtmann ebenda. Am 4. November 1918 bis 2. April 1919 war er als Dienstverweser beim Bezirksamt Bonndorf tätig, wo er anschließend Amtsvorstand wurde.
Am 22. Oktober 1922 wurde Bechtold Oberamtmann, (was ab dem 24. September 1924 in die Bezeichnung Landrat umgeändert wurde, da jetzt diese Amtsbezeichnung eingeführt wurde) beim Bezirksamt Weinheim und am 16. Juli 1930 Landrat beim Bezirksamt Bruchsal. Er zählte zu den Gegnern der aufkommenden Nationalsozialisten. So gab es dann 1933 bereits eine erste Denunziation gegen ihn. Von August bis Dezember 1935 schloss sich ein politisch motiviertes Strafverfahren an, während dessen er vorübergehend vom Dienst suspendiert wurde. 1936 bemängelte man, dass Bechtold in der „Judenfrage“ eine einwandfreie Haltung vermissen ließe. 1938 bemängelte Gauleiter Robert Wagner, dass Bechtold sich in das Gedankengut der nationalsozialistischen Weltanschauung noch nicht völlig hineinfinden konnte. Bechtold wurde dennoch ab dem 5. Juli 1938 stellvertretender, ab dem 31. August 1938 kommissarischer und ab dem 5. März 1940 planmäßiger Landeskommissär in Mannheim. Trotz Erreichens der Altersgrenze wurde Bechtold vom 1. August 1941 als Landeskommissär bis zum 1. August 1945 weiterbeschäftigt.

## Mitgliedschaften
- 1. Juli 1934 Bund Nationalsozialistischer Deutscher Juristen (BNSDJ) bzw. Nationalsozialistischer Rechtswahrerbund (NSRB)
- 1934 Aufnahmeantrag in die NSDAP abgelehnt

## Auszeichnungen
- 1902 Badische Jubiläumsmedaille
- 1916 Zähringer Löwenorden, Ritterkreuz 2. Kl.